# Ponta dos Bica
A Ponta dos Bica é uma formação geológica costeira de São Tomé e Príncipe, localizado na ilha de São Tomé, a Este da província de Caué. Este acidente geológico localiza-se entre São João dos Angolares e a Ponta dos Morcegos.